# Chaetolopha tafa
Chaetolopha tafa là một loài bướm đêm trong họ Geometridae.